# Karin Aspenström
Signe Karin Cecilia Torsdotter Aspenström, född 5 januari 1977 i Engelbrekts församling i Stockholm, är en svensk roman- och manusförfattare. Hon har bland annat gett ut romanerna Brännmärkt (hennes debut) och Rättslös om infiltratören Peter Rätz.
Karin Aspenström är dotterdotter till poeten Werner Aspenström och bildkonstnären Signe Lund-Aspenström.

## Film och TV
- 2010 - Blott du mig älskar (Amphi Produktion)
- 2013 - (Re)volt - nu djävlar är det krig (SVT)